# Soumoulou
Soumoulou est une commune française située dans le département des Pyrénées-Atlantiques, en région Nouvelle-Aquitaine.
Le gentilé est Soumoulois

## Géographie

### Localisation
La commune de Soumoulou se trouve dans le département des Pyrénées-Atlantiques, en région Nouvelle-Aquitaine.
Elle se situe à 16 km par la route de Pau, préfecture du département, et à 12 km de Pontacq, bureau centralisateur du canton des Vallées de l'Ousse et du Lagoin dont dépend la commune depuis 2015 pour les élections départementales. 
La commune fait en outre partie du bassin de vie de Pau.
Les communes les plus proches sont : 
Limendous (1,3 km), Nousty (1,7 km), Gomer (1,9 km), Espoey (3,3 km), Lucgarier (3,4 km), Lourenties (3,4 km), Artigueloutan (4,6 km), Hours (4,6 km).
Sur le plan historique et culturel, Soumoulou fait partie de la province du Béarn, qui fut également un État et qui présente une unité historique et culturelle à laquelle s’oppose une diversité frappante de paysages au relief tourmenté.

### Communes limitrophes
Les communes limitrophes sont  Boeil-Bezing, Espoey, Gomer, Limendous et Nousty.
|              | Limendous |        |
| Nousty       | Soumoulou | Espoey |
| Boeil-Bezing | Gomer     |        |

### Hydrographie

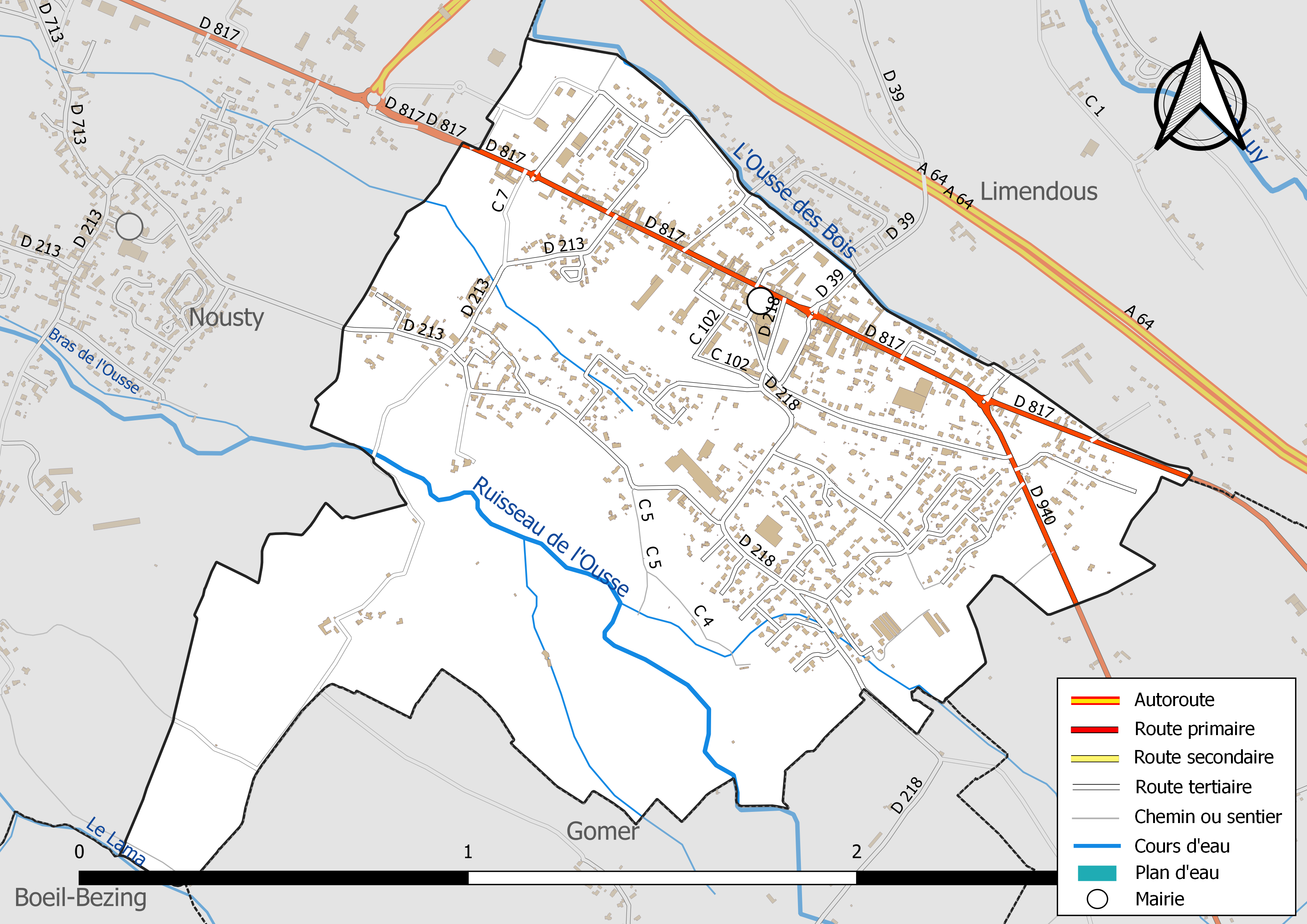
Réseaux hydrographique et routier de Soumoulou.

La commune est drainée par l'Ousse des Bois, le ruisseau de l'Ousse, le Lama et par divers petits cours d'eau, constituant un réseau hydrographique de 4 km de longueur totale,.
L'Ousse des Bois, d'une longueur totale de 32,3 km, prend sa source dans la commune de Limendous et s'écoule d'est en ouest. Il traverse la commune et se jette dans le gave de Pau à Denguin, après avoir traversé 13 communes.
L’Ousse, d'une longueur totale de 42,4 km, prend sa source dans la commune de Bartrès et s'écoule du sud-est vers le nord-ouest. Il traverse la commune et se jette dans le gave de Pau à Gelos, après avoir traversé 19 communes.

### Climat
Pour des articles plus généraux, voir Climat de la Nouvelle-Aquitaine et Climat des Pyrénées-Atlantiques.
Historiquement, la commune est exposée à un climat de montagne.  
En 2020, Météo-France publie une typologie des climats de la France métropolitaine dans laquelle la commune est toujours exposée à un climat de montagne et est dans la région climatique Pyrénées atlantiques, caractérisée par une pluviométrie élevée (>1 200 mm/an) en toutes saisons, des hivers très doux (7,5 °C en plaine) et des vents faibles.
Pour la période 1971-2000, la température annuelle moyenne est de 12,7 °C, avec une amplitude thermique annuelle de 14,3 °C. Le cumul annuel moyen de précipitations est de 1 178 mm, avec 11,4 jours de précipitations en janvier et 8,7 jours en juillet. Pour la période 1991-2020, la température moyenne annuelle observée sur la station météorologique la plus proche, située sur la commune de Bénéjacq à 9 km à vol d'oiseau, est de 13,4 °C et le cumul annuel moyen de précipitations est de 1 244,1 mm,. Pour l'avenir, les paramètres climatiques de la commune estimés pour 2050 selon différents scénarios d’émission de gaz à effet de serre sont consultables sur un site dédié publié par Météo-France en novembre 2022.

### Milieux naturels et biodiversité

#### Réseau Natura 2000
Le réseau Natura 2000 est un réseau écologique européen de sites naturels d'intérêt écologique élaboré à partir des Directives « Habitats » et « Oiseaux », constitué de zones spéciales de conservation (ZSC) et de zones de protection spéciale (ZPS).
Un site Natura 2000 a été défini sur la commune au titre de la « directive Habitats » : le « gave de Pau », d'une superficie de 8 194 ha, un vaste réseau hydrographique avec un système de saligues encore vivace,.

## Urbanisme

### Typologie
Au 1er janvier 2024, Soumoulou est catégorisée bourg rural, selon la nouvelle grille communale de densité à sept niveaux définie par l'Insee en 2022.
Elle appartient à l'unité urbaine de Soumoulou, une agglomération intra-départementale regroupant quatre  communes, dont elle est ville-centre,,. Par ailleurs la commune fait partie de l'aire d'attraction de Pau, dont elle est une commune de la couronne,. Cette aire, qui regroupe 227 communes, est catégorisée dans les aires de 200 000 à moins de 700 000 habitants,.

### Occupation des sols

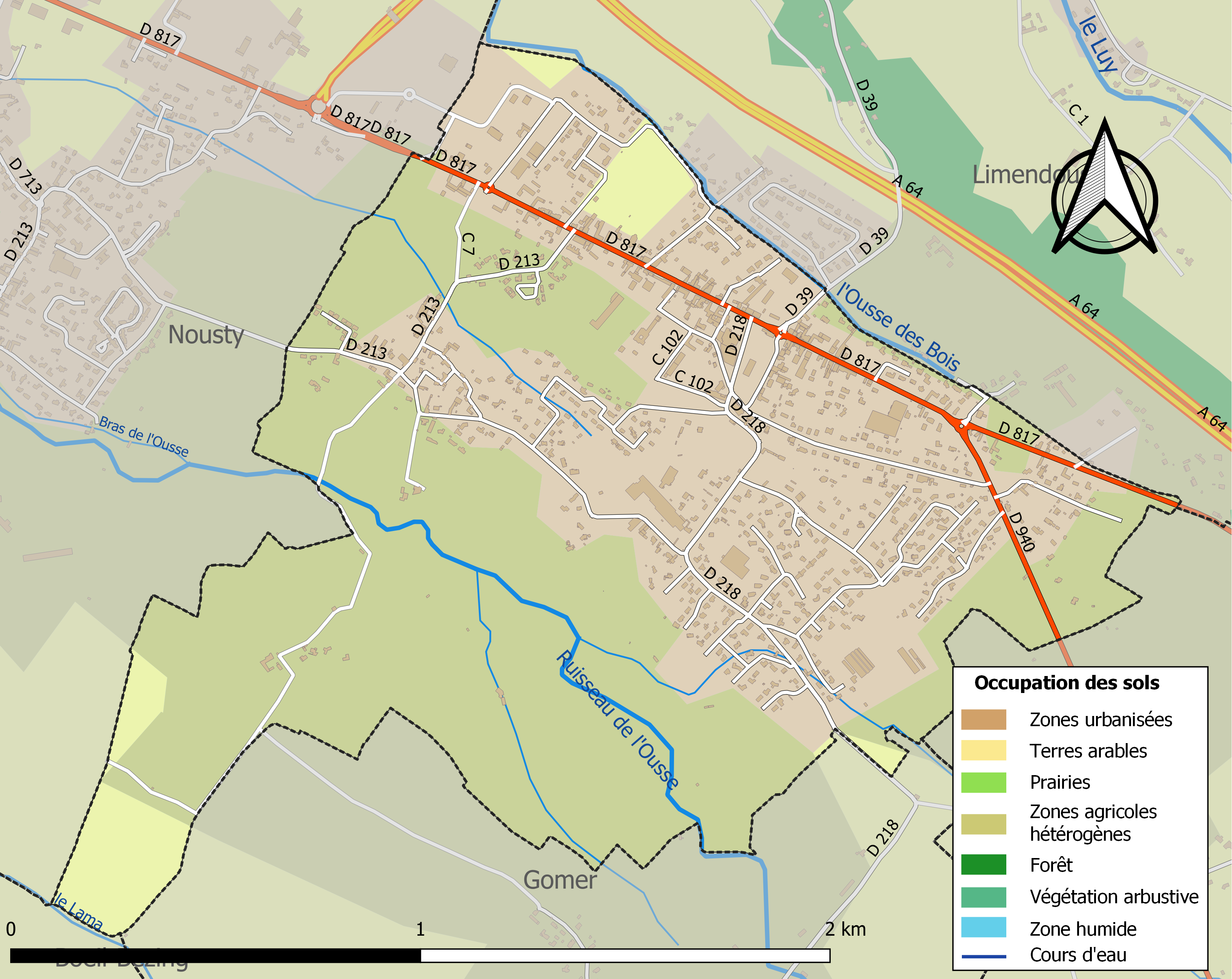
Carte des infrastructures et de l'occupation des sols de la commune en 2018 (CLC).

L'occupation des sols de la commune, telle qu'elle ressort de la base de données européenne d’occupation biophysique des sols Corine Land Cover (CLC), est marquée par l'importance des territoires agricoles (56,6 % en 2018), en diminution par rapport à 1990 (72,2 %). La répartition détaillée en 2018 est la suivante : 
zones agricoles hétérogènes (51,1 %), zones urbanisées (43,4 %), terres arables (5,5 %). L'évolution de l’occupation des sols de la commune et de ses infrastructures peut être observée sur les différentes représentations cartographiques du territoire : la carte de Cassini (XVIIIe siècle), la carte d'état-major (1820-1866) et les cartes ou photos aériennes de l'IGN pour la période actuelle (1950 à aujourd'hui).

### Lieux-dits et hameaux
- la Lousse ;
- Lasbordes ;
- Village.

### Voies de communication et transports
La commune est desservie par l'autoroute A64, la route nationale 117 et la 940.

### Risques majeurs
Le territoire de la commune de Soumoulou est vulnérable à différents aléas naturels : météorologiques (tempête, orage, neige, grand froid, canicule ou sécheresse), inondations et séisme (sismicité moyenne). Il est également exposé à un risque technologique,  le transport de matières dangereuses. Un site publié par le BRGM permet d'évaluer simplement et rapidement les risques d'un bien localisé soit par son adresse soit par le numéro de sa parcelle.

#### Risques naturels
Certaines parties du territoire communal sont susceptibles d’être affectées par le risque d’inondation par une crue torrentielle ou à montée rapide de cours d'eau, notamment le ruisseau de l'Ousse et l'Ousse des Bois. La commune a été reconnue en état de catastrophe naturelle au titre des dommages causés par les inondations et coulées de boue survenues en 1982, 2003, 2008, 2009, 2014 et 2021,.

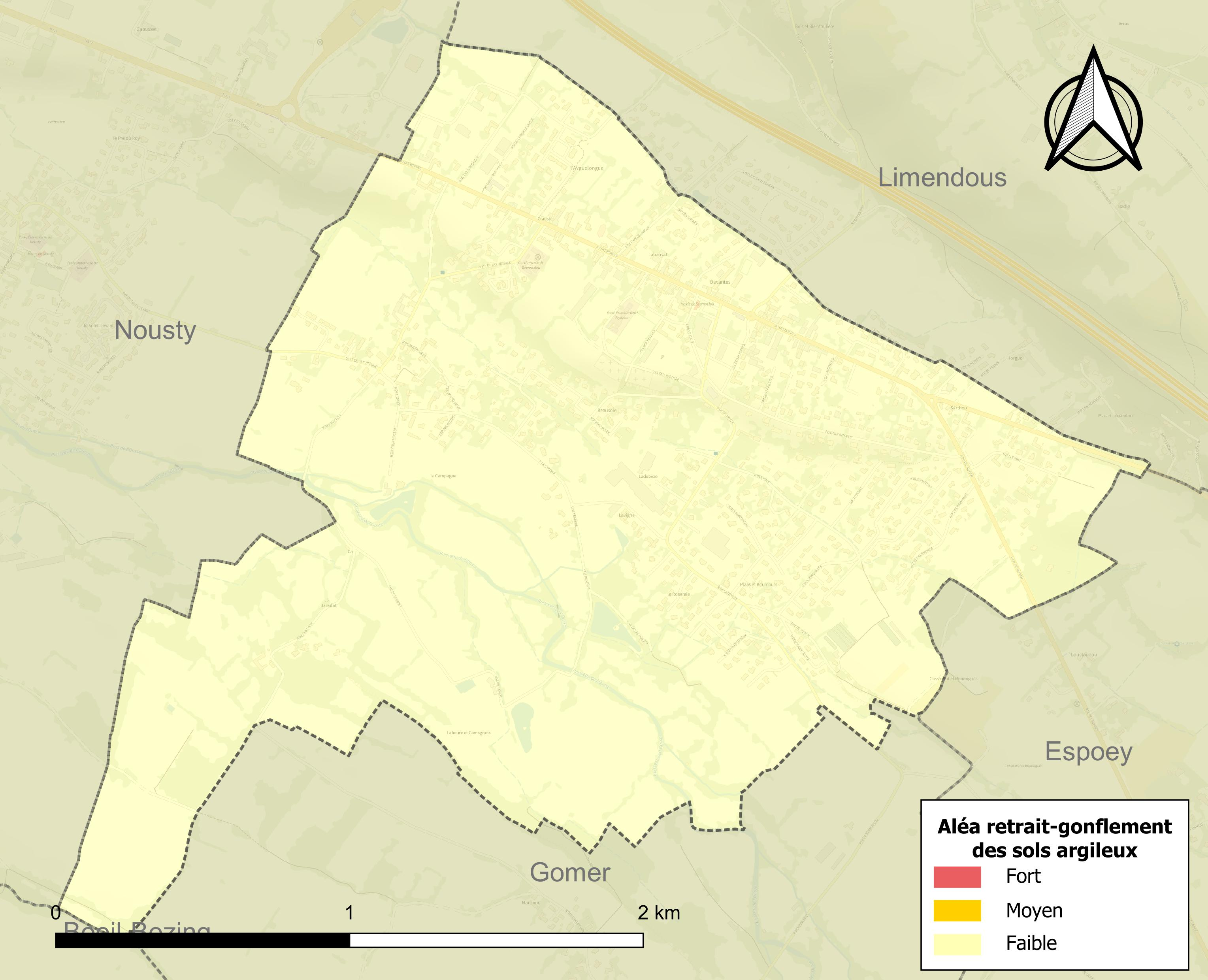
Carte des zones d'aléa retrait-gonflement des sols argileux de Soumoulou.

Le retrait-gonflement des sols argileux est susceptible d'engendrer des dommages importants aux bâtiments en cas d’alternance de périodes de sécheresse et de pluie. Aucune partie du territoire de la commune n'est en aléa moyen ou fort (59 % au niveau départemental et 48,5 % au niveau national). Depuis le 1er octobre 2020, en application de la loi ELAN, différentes contraintes s'imposent aux vendeurs, maîtres d'ouvrages ou constructeurs de biens situés dans une zone classée en aléa moyen ou fort,.

## Toponymie
Le toponyme Soumoulou apparaît sous les formes 
Somolon (1372, contrats de Luntz) et 
Somoloo (1385, censier de Béarn).

## Histoire
Paul Raymond note qu'en 1385, Soumoulou comptait huit feux et dépendait du bailliage de Pau.
L'histoire de Soumoulou est fortement liée à son marché, point d'attraction pour les villages des alentours. Cette influence sur le canton de Pontacq ne faiblit pas et a permis à Soumoulou de connaître un développement plus important que le chef-lieu du canton Pontacq.

## Héraldique
| Blason | Blasonnement : Écartelé : au 1er d'or à l'étoile de gueules, au 2e d'azur à la fleur de lis d'or, au 3e d'azur au lévrier courant d'or, au 4e d'or à deux vaches de gueules, accornées, colletées et clarinées d'azur, passant l'une au-dessus de l'autre. |

## Politique et administration
| Période | Période  | Identité       | Étiquette | Qualité                        |
| ------- | -------- | -------------- | --------- | ------------------------------ |
| 1995    | 2007     | Julien Brusset | UDF       | Conseiller général (1994-2001) |
| 2007    | En cours | Alain Trépeu   | MoDem     | Commerçant                     |

### Intercommunalité
Soumoulou fait partie de cinq structures intercommunales :
- l'agence publique de gestion locale ;
- la communauté de communes du Nord-Est Béarn ;
- le syndicat d'aménagement hydraulique du bassin de l'Ousse ;
- le syndicat d'énergie des Pyrénées-Atlantiques ;
- le syndicat mixte d'eau et d'assainissement de la vallée de l'Ousse.

La commune accueille le siège de la communauté de communes Ousse-Gabas ainsi que celui du syndicat mixte d'eau et d'assainissement de la vallée de l'Ousse.
Elle est incluse dans l'unité urbaine de Soumoulou.

## Population et société

### Démographie
L'évolution du nombre d'habitants est connue à travers les recensements de la population effectués dans la commune depuis 1793. Pour les communes de moins de 10 000 habitants, une enquête de recensement portant sur toute la population est réalisée tous les cinq ans, les populations de référence des années intermédiaires étant quant à elles estimées par interpolation ou extrapolation. Pour la commune, le premier recensement exhaustif entrant dans le cadre du nouveau dispositif a été réalisé en 2005.

En 2022, la commune comptait 1 587 habitants, en évolution de +0,63 % par rapport à 2016 (Pyrénées-Atlantiques : +3,78 %, France hors Mayotte : +2,11 %).
| 1793 | 1800 | 1806 | 1821 | 1831 | 1836 | 1841 | 1846 | 1851 |
| ---- | ---- | ---- | ---- | ---- | ---- | ---- | ---- | ---- |
| 269  | 256  | 278  | 364  | 456  | 480  | 487  | 494  | 471  |

| 1856 | 1861 | 1866 | 1872 | 1876 | 1881 | 1886 | 1891 | 1896 |
| ---- | ---- | ---- | ---- | ---- | ---- | ---- | ---- | ---- |
| 446  | 491  | 564  | 534  | 514  | 550  | 525  | 519  | 612  |

| 1901 | 1906 | 1911 | 1921 | 1926 | 1931 | 1936 | 1946 | 1954 |
| ---- | ---- | ---- | ---- | ---- | ---- | ---- | ---- | ---- |
| 614  | 547  | 524  | 446  | 422  | 424  | 409  | 419  | 480  |

| 1962 | 1968 | 1975 | 1982 | 1990  | 1999  | 2005  | 2006  | 2010  |
| ---- | ---- | ---- | ---- | ----- | ----- | ----- | ----- | ----- |
| 614  | 638  | 720  | 832  | 1 022 | 1 015 | 1 123 | 1 170 | 1 436 |

| 2015  | 2020  | 2022  | - | - | - | - | - | - |
| ----- | ----- | ----- | - | - | - | - | - | - |
| 1 562 | 1 584 | 1 587 | - | - | - | - | - | - |

Soumoulou fait partie de l'aire d'attraction de Pau.

## Économie
La commune fait partiellement partie de la zone d'appellation de l'ossau-iraty.

## Culture locale et patrimoine
- Marché à la brocante chaque mois.
- Marché des voitures d'occasion tous les dimanches.
- Marché du village un vendredi sur deux.
- Fêtes annuelles du village dans la semaine du 11-Novembre.
- Exposition nationale d'aviculture le dernier dimanche de janvier.

### Patrimoine religieux

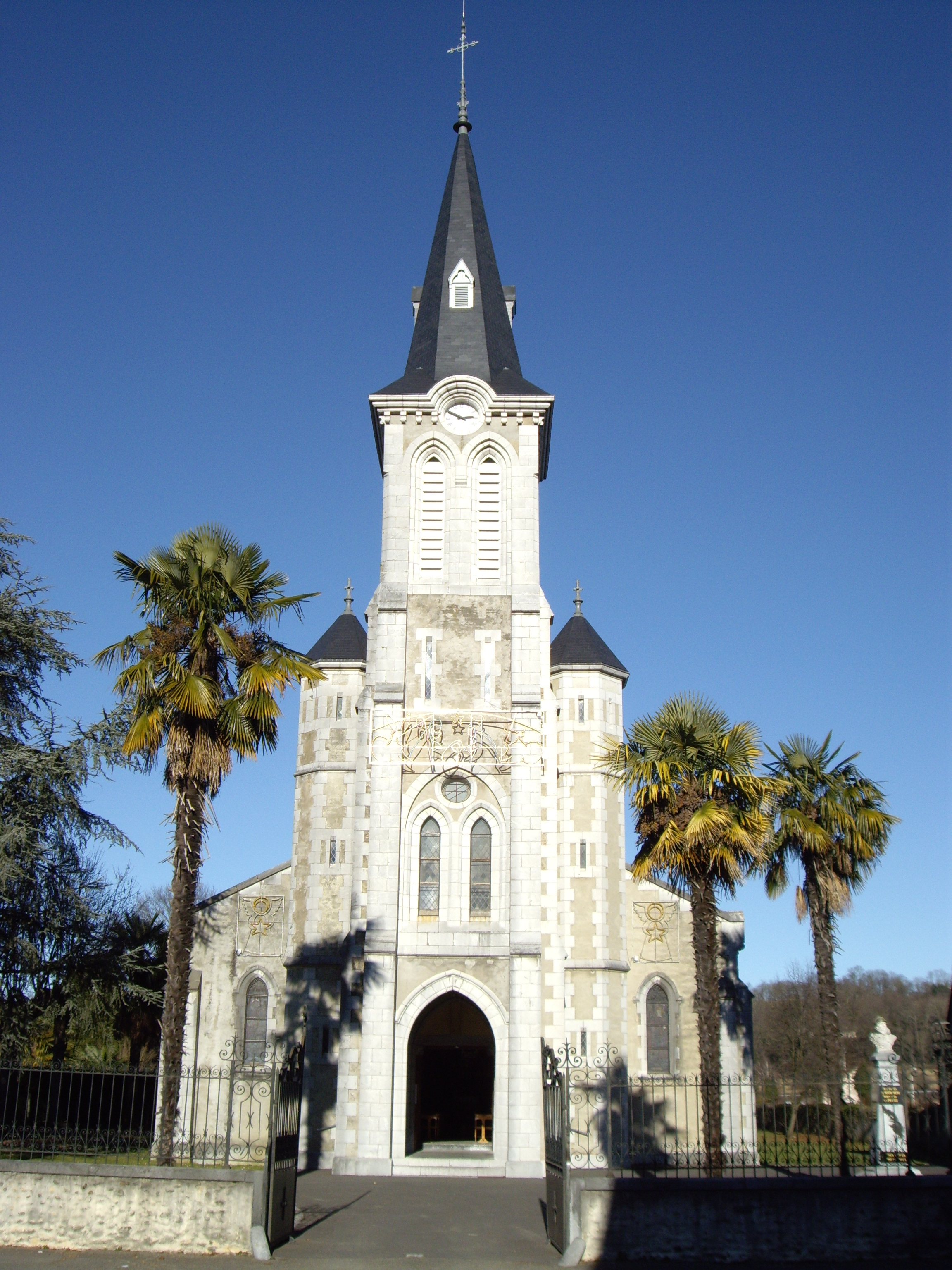
Église Saint-Martin de Soumoulou.

L'église Saint-Martin date de la fin du XIXe siècle.

## Équipements

### Enseignement
Soumoulou dispose d'une école élémentaire (école René-Frydman).

## Personnalités liées à la commune
René Frydman, né en 1943 à Soumoulou, est un médecin obstétricien français. Chef de service à l'hôpital Antoine-Béclère de Clamart depuis 1990, il est celui qui a permis la naissance du premier bébé éprouvette français ainsi qu'aux premiers bébés français à partir d'ovocytes. Coucou Doerr, peintre, musicien et écrivain manouche y a vécu la dernière partie de sa vie.